# Tjärnmyrtjärnen (Offerdals socken, Jämtland)
Tjärnmyrtjärnen är en sjö i Krokoms kommun i Jämtland och ingår i Indalsälvens huvudavrinningsområde.